# Paul Dupuy (ENS)
 (mars 2025).
Pour les articles homonymes, voir Paul Dupuy et Dupuy.
Paul Dupuy (né à Loudun le 18 janvier 1856 et mort à Genève le 17 mars 1948) a été surveillant général à l'École normale supérieure.

## Biographie
Normalien (1876), agrégé d'histoire-géographie (1881), il est surveillant général à l'École normale supérieure de 1885 à 1925. Il joue un rôle important dans les célébrations du centenaire de cette école (1895), ainsi que dans le camp dreyfusard aux côtés de son collègue bibliothécaire Lucien Herr.
L’Académie française lui décerne le prix Sobrier-Arnould en 1896.
Il est le père de Marie-Thérèse Maurette, directrice de École internationale de Genève dont il inspirera la pédagogie.
Il est également secrétaire général de l'ENS en 1904.
Il est l'auteur d'une biographie d'Évariste Galois, normalien.
Il repose à Vonoge (Suisse). Sur sa tombe figure la mention  "Un vieux dreyfusard" (Source: publication de la Société Internationale d'histoire de l'affaire Dreyfus).

## Œuvre
- La Vie d'Evariste Galois (1896), réédition Jacques Gabay.
- Mes morts 1924.